# Hawkeyes de l'Iowa
Pour les articles homonymes, voir Hawkeye.
Les Hawkeyes de l'Iowa (en anglais : Iowa Hawkeyes) sont un club omnisports universitaire de l'université de l'Iowa. Les équipes des Hawkeyes participent aux compétitions universitaires organisées par la National Collegiate Athletic Association. Iowa fait partie de la Big Ten Conference.
L'équipe la plus réputée des Hawkeyes est celle de football américain laquelle dispute ses matchs à domicile au Kinnick Stadium, enceinte de 69 250 places inaugurée le 5 octobre 1929. Ce stade a été rénové de 2017 à 2019 pour un cout de 90 millions de dollars.
L'autre sport où les Hawkeyes performent est la lutte, Iowa comptant 20 titres nationaux plus 73 titres individuels.

## Palmarès en football américain
- Orange Bowl : 2003, 2010
- Rose Bowl : 1956, 1958, 1982, 1991, 2016
- Citrus Bowl : 2005
- Outback Bowl : 2004, 2006, 2009, 2014, 2017

## Rivalités
- Cyclones d'Iowa State
- Golden Gophers du Minnesota
- Badgers du Wisconsin

## Installations
- Stade de football américain : Kinnick Stadium 69 250 places
- Salle de basket-ball : Carver-Hawkeye Arena 15 056 places

## Autre logo

Logo noir sur fond blanc.